# Luigi Calabresi
Luigi Calabresi (Roma, 14 novembre 1937 – Milano, 17 maggio 1972) è stato un poliziotto italiano, commissario capo dell'Ufficio politico della Questura di Milano. È stato ucciso in un attentato terroristico di estrema sinistra nel 1972. Il 14 maggio 2004 è stato premiato postumo con la Medaglia d'oro al Merito Civile alla Memoria come vittima del terrorismo, dal presidente della Repubblica Carlo Azeglio Ciampi: per aver "sacrificato la vita per garantire la tutela dell'ordine democratico". Ha avuto tre figli, tra cui il giornalista Mario Calabresi.
Tra il 1969 e il 1972 fu accusato da una parte dell'opinione pubblica di sinistra di aver assassinato l'anarchico Giuseppe Pinelli, morto in circostanze incerte dopo aver subito violenza e gettato da una finestra del quarto piano della Questura di Milano. Pinelli si trovava nell'ufficio di Calabresi in custodia per le indagini sulla Strage di piazza Fontana. Le accuse vennero sostenute da un'estesa campagna stampa di giornali della sinistra politica, in particolare da L'Espresso e dal giornale del movimento militante di estrema sinistra Lotta Continua. Le indagini determinarono che Calabresi non si trovava nella stanza da cui cadde Pinelli al momento dell'accaduto. Questo fu confermato da un'estesa indagine giudiziaria archiviata nel 1975.
Nel 1972 Luigi Calabresi fu assassinato a colpi di pistola mentre andava al lavoro. I colpevoli dell'assassinio Calabresi furono individuati solo nel 1988: Ovidio Bompressi e Leonardo Marino come esecutori materiali, Giorgio Pietrostefani e Adriano Sofri come mandanti. Tutti erano leader o esponenti passati di Lotta Continua. Gli imputati furono condannati in via definitiva nel 1997. Successivamente i condannati ottennero una revisione del processo, ma nel 2000 la Corte d'Appello di Venezia e poi la Corte Suprema di Cassazione confermarono le condanne. Nel 2003 la Corte Europea dei Diritti dell'Uomo sentenziò che avevano ricevuto un processo equo e rifiutò un'ulteriore revisione.
L'assassinio di Calabresi è considerato il primo e uno dei più importanti omicidi degli Anni di piombo. Per questo motivo e per il processo articolato che ne è seguito, ha influenzato il dibattito pubblico per molti anni. Nel 2019 l'Enciclopedia Treccani ha dedicato a Calabresi una biografia nella propria raccolta Dizionario Biografico degli italiani. Viene raccontato in modo approfondito il clima culturale che portò alla sua emarginazione a Milano prima dell'assassinio: le indagini sulla "Strage di piazza Fontana" e poi sulla morte di Giuseppe Pinelli, le ambiguità della Questura e del ministero dell'Interno e le campagne degli intellettuali di sinistra del tempo.
La moglie Gemma Capra si risposò dopo alcuni anni dal decesso del primo marito con un artista chiamato Tonino Milite. In ricordo del primo marito mantenne il suo cognome, firmandosi sempre "Maria Calabresi Milite". Ha rilasciato varie interviste e scritto libri sulla propria fede cattolica e sul percorso di perdono degli assassini del marito.

## Biografia
Di famiglia romana medio-borghese, padre commerciante in oli e vini, frequentò il liceo classico presso l'Istituto San Leone Magno e si laureò nel 1964 all'Università degli Studi di Roma "La Sapienza" in giurisprudenza con una tesi sulla mafia siciliana. Da giovane entrò nel movimento cristiano Oasi, fondato dal padre gesuita Virginio Rotondi. Alla carriera forense preferì quella nella polizia, spiegando agli amici che non «sente la vocazione del magistrato né dell'avvocato». L'anno seguente, nel 1965, vinse il concorso per vice commissario di pubblica sicurezza e quindi frequentò il corso di formazione nell'Istituto superiore di polizia, allora all'EUR, per prendere poi servizio a Milano. Scrisse saltuariamente per il quotidiano socialdemocratico Giustizia e nel 1968, con uno pseudonimo, sul quotidiano romano Momento Sera.
A Milano fu inserito nell'ufficio politico della Questura e incaricato di sorvegliare e indagare gli ambienti della sinistra extraparlamentare, che cominciava allora a prendere consistenza: tra questi, indagò in particolare i gruppi maoisti e quelli anarchici, con cui instaurò una buona dialettica. Gli ambienti anarchici erano sospettati, a seguito di comunicazioni del controspionaggio statunitense, di essere i fornitori di esplosivi usati in Grecia per una serie di attentati che avvenivano a quel tempo in quel Paese, governato dalla dittatura dei colonnelli, sostenuta dagli Stati Uniti d'America. Si trattava dell'area politica entro cui avrebbe svolto le sue indagini nel corso della sua breve carriera. Nel 1967 ottenne dalla Questura di Como, su richiesta degli anarchici, il permesso per un campeggio anarchico a Colico, e durante questi contatti conobbe Giuseppe Pinelli, a cui nel Natale 1968 avrebbe regalato, assieme al suo superiore Antonio Allegra, il libro Mille milioni di uomini di Enrico Emanuelli. Il dono fu ricambiato l'agosto successivo con l'Antologia di Spoon River di Edgar Lee Masters, il libro preferito di Pinelli, come raccontato dal figlio giornalista Mario Calabresi.
Nella notte del 16 novembre 1967 guidò le forze della polizia nello sgombero dell'Università Cattolica del Sacro Cuore, occupata da poche ore dagli studenti guidati da Mario Capanna: questa occupazione fu il primo atto di lotta studentesca che iniziò la stagione della contestazione nota a Milano come Sessantotto. Nel 1968 diventò commissario capo, trovandosi anche a dirigere le cariche dei reparti della polizia durante gli scontri per il mantenimento dell'ordine pubblico nel corso di manifestazioni di protesta per le vie milanesi; la sua carriera proseguì fino alla carica di vice-capo dell'Ufficio politico della Questura di Milano.
Il 25 aprile 1969 fu incaricato delle indagini relative agli attentati con bombe avvenuti nel padiglione della FIAT alla Fiera Campionaria e alla stazione centrale: fu questa la prima indagine che lo espose alla stampa e alla conoscenza da parte della pubblica opinione. Calabresi svolse le indagini entro l'area anarchica, e quindici persone della sinistra extraparlamentare furono fermate e arrestate. Costoro saranno incarcerati per sette mesi, dopo i quali furono scarcerati per «mancanza di indizi». Il 21 novembre 1969, ai funerali dell'agente Antonio Annarumma, dovette intervenire in difesa di Mario Capanna, sottraendolo a un tentativo di pestaggio da parte di agenti incolleriti dalla presenza dell'esponente della sinistra extraparlamentare alle esequie.

### Il caso Pinelli
Il 12 dicembre 1969 scoppiarono cinque bombe di cui una nella filiale della Banca Nazionale dell'Agricoltura in piazza Fontana, a Milano, che provocò la morte di 17 persone e il ferimento di altre 88. Calabresi, che aveva già in corso inchieste su attentati da bombe, venne incaricato delle indagini sul caso.
Proprio nelle indagini sulla bomba di piazza Fontana, Calabresi divenne noto all'opinione pubblica in seguito al tragico evento accaduto nel corso delle prime indagini sulla strage: l'anarchico Giuseppe Pinelli, già noto a Calabresi per via di precedenti indagini nell'ambiente degli anarchici, convocato nelle prime ore seguenti all'attentato insieme ad altri 84 sospettati, tenuto illegalmente in stato di fermo da più di due giorni per essere interrogato riguardo al suo alibi, precipitò alle 23:57 del 15 dicembre dalla finestra dell'ufficio del commissario, al quarto piano, dell'edificio della Questura di Milano. La prima versione data dalla questura, per voce del questore Marcello Guida (già direttore del carcere per prigionieri politici di Ventotene durante il fascismo) durante una conferenza stampa, a cui parteciparono anche Calabresi e Antonino Allegra, responsabile dell'Ufficio politico della Questura, affermò che Pinelli si sarebbe suicidato in quanto implicato negli attentati e senza un alibi valido, versione poi ritrattata quando l'alibi di Pinelli, al contrario di quanto affermato, si rivelò veritiero.
Mentre gli inquirenti sostennero la tesi del suicidio, le formazioni extraparlamentari e gli esponenti giornalistici di sinistra accusarono le forze dell'ordine di aver ucciso Pinelli, gettandolo dalla finestra dopo averlo ucciso durante l'interrogatorio. L'interrogatorio si era infatti svolto nell'ufficio di Calabresi oltre i limiti concessi dalla legge per 48h senza che a Pinelli fosse concesso di mangiare e dormire. La tesi della violenza fu poi smentita da due istruttorie della magistratura. Calabresi divenne il bersaglio di una martellante campagna di accuse, sia da parte di intellettuali di sinistra (tra gli altri, Elio Petri e Nelo Risi che girarono il lungometraggio militante Documenti su Giuseppe Pinelli, e Dario Fo, che s'ispirò alla vicenda di Pinelli per un'opera teatrale, Morte accidentale di un anarchico, in cui Calabresi era il «dottor Cavalcioni»), che da parte di gruppi più estremisti (con minacce quotidiane scritte su moltissimi muri d'Italia e della città di Milano).
Il giovane commissario fu accomunato al questore Guida nella Ballata di Pinelli:
Tra il 1971 e il 1975 il procuratore di Milano, Gerardo D'Ambrosio, compì approfondite indagini sulla morte di Pinelli, ipotizzando un omicidio volontario da parte dei poliziotti che lo stavano interrogando. Tuttavia le perizie mostrarono che Pinelli era caduto dopo essersi accasciato contro il bassissimo davanzale, a causa di uno svenimento per la carcerazione e l'interrogatorio estesi. Nel 1975 l'indagine fu archiviata, scagionando completamente i poliziotti della Questura. Attestò in più anche a livello giudiziario che Calabresi non era presente nella stanza al momento della caduta.
D'Ambrosio venne considerato affidabile nella propria indagine, visto che in precedenza aveva indagato con grande precisione anche sul terrorismo di estrema destra (quindi non veniva considerato fazioso da parte dell'opinione pubblica di sinistra). Più avanti condusse le indagini anche per i processi di Mani pulite.

### L'omicidio

Il luogo dell'omicidio del commissario Luigi Calabresi in via Francesco Cherubini a Milano

Il 17 maggio 1972, alle ore 9:15, Calabresi fu assassinato a Milano in via Francesco Cherubini, angolo via Mario Pagano, di fronte al civico nº 6, vicino alla sua abitazione, mentre si avviava alla sua auto per andare in ufficio, da un commando composto da almeno due sicari che gli spararono alle spalle. Aveva 34 anni. Lasciò la moglie Gemma Capra, incinta, e due figli: Mario, che diventerà giornalista e scrittore, e che ha raccontato la storia della sua famiglia nel libro Spingendo la notte più in là, e Paolo. Il terzo figlio, Luigi, nascerà pochi mesi dopo la sua morte.
Il commissario Calabresi, in quel periodo, partendo da sue indagini sulla morte di Giangiacomo Feltrinelli, dilaniato da una bomba che l'editore stesso stava collocando su di un traliccio, stava investigando su un traffico internazionale di esplosivi e di armi che sarebbe avvenuto attraverso il confine triestino e quello svizzero: in relazione a questo traffico illegale vennero collegati i nomi di alcuni estremisti di destra tra cui Gianni Nardi.
Luigi Calabresi è sepolto nel cimitero maggiore di Milano.
Il 17 maggio 1973, a un anno dall'assassinio, si tenne l'inaugurazione di un busto commemorativo in memoria del commissario nel cortile della Questura di Milano. Alla cerimonia partecipò l'allora ministro dell'Interno Mariano Rumor. Durante la cerimonia l'anarchico Gianfranco Bertoli lanciò una bomba a mano tra i partecipanti. L'esplosione uccise 4 persone e ne ferì 52, ma non colpì Rumor, indicato come probabile obiettivo. Bertoli rivendicò l'azione come vendetta per la morte di Pinelli urlando: «Morirete tutti come Calabresi e ora uccidetemi come Pinelli».
L'omicidio Calabresi fu il primo delitto eseguito con la stessa tecnica utilizzata negli anni successivi dalle Brigate Rosse e da altri gruppi eversivi di sinistra: nonostante ciò si indagò sugli ambienti di estrema destra, incriminando il neofascista Gianni Nardi, morto in un incidente d'auto in Spagna. La pista Nardi si rivelò successivamente falsa.
Nel 1988 Leonardo Marino, un ex militante di Lotta Continua, sì pentì e confessò di aver partecipato insieme ad Ovidio Bompressi all'assassinio del commissario, indicando i mandanti del delitto in Giorgio Pietrostefani e Adriano Sofri, anch'essi in precedenza militanti e ai vertici di Lotta Continua. Leonardo Marino è stato condannato a 11 anni di reclusione (pena poi prescritta grazie alla attenuanti generiche), mentre Ovidio Bompressi, Giorgio Pietrostefani e Adriano Sofri a 22 anni.
Il mandante Giorgio Pietrostefani non ha mai scontato la propria pena poiché nel 1999, durante le udienze per l'eventuale revisione del processo, è fuggito in Francia. Non è più stato possibile ottenere una estradizione perché è stato protetto dalle autorità francesi seguendo la Dottrina Mitterrand.

### Il processo per l'assassinio e l'impatto sull'opinione pubblica
Il processo per l'assassinio di Calabresi ebbe un'ampia copertura mediatica e influenzó il dibattito pubblico nazionale per molti anni, per varie ragioni. Aveva grande rilevanza storica e politica, in quanto è stato uno degli avvenimenti principali degli Anni di piombo (fortemente legato alla morte di Giuseppe Pinelli e alla Strage di piazza Fontana). Poi ci fu una grande campagna mediatica in difesa degli imputati e di discredito per Leonardo Marino (accusato di essere invidioso, frustrato, desideroso di attenzioni, corrotto dalla polizia); la campagna fu messa in atto da vari giornalisti di rilievo nazionale, che da giovani avevano militato per Lotta Continua o avevano simpatizzato per i movimenti extra-parlamentari (come il politico Marco Pannella, il giornalista Giuliano Ferrara, il giornalista Gad Lerner, lo scrittore Erri De Luca). Poi, a causa dell'ampio salto temporale tra il crimine e l'effettiva pena, gli imputati si ritrovarono in carcere da anziani e malati. Per questo motivo ci furono varie iniziative ripetute negli anni, anche a destra, per chiedere la conversione delle pene in arresti domiciliari o anche la grazia presidenziale. Infine, un ruolo di grande rilievo nel mantenere vivo nel tempo il dibattito pubblico fu svolto dal condannato Adriano Sofri stesso. Ex leader di Lotta Continua e intellettuale di spicco, scrisse regolarmente editoriali per i quotidiani La Repubblica e Il Foglio per difendere il lavoro e l'eredità del proprio movimento. Disse più volte che era innocente; che era vittima di una persecuzione giudiziaria; che gli esecutori materiali dell'omicidio erano innocenti; che se anche erano colpevoli erano stati quasi giustificati dallo sdegno per la morte di Pinelli e per la situazione culturale di allora; che l'omicidio di Calabresi non era nato da una volontà terrorista di Lotta Continua. In particolare sostenne con convinzione l'ultimo punto: sosteneva che i militanti di Lotta Continua non potevano essere definiti terroristi perché l'omicidio di Calabresi era stato causato da altre ragioni. Tutto ciò nonostante che Sofri e i suoi compagni vengano definiti abitualmente come "terroristi" sui maggiori giornali internazionali, e nonostante che Luigi Calabresi abbia ricevuto una medaglia postuma come vittima del terrorismo.

## Avvio del processo di beatificazione
Calabresi è considerato martire per la giustizia e le sue qualità cristiane furono riconosciute da papa Paolo VI.
 Papa Giovanni Paolo II lo ha definito «testimone del Vangelo e eroico difensore del bene comune».
Nel 2007 il cardinale Camillo Ruini concesse il nulla osta per l'avvio della fase preliminare della causa di beatificazione. L'autorizzazione riguardava la raccolta di documenti e testimonianze promossa da don Ennio Innocenti. Il materiale raccolto venne sottoposto inizialmente all'arcivescovo di Milano, il cardinale Dionigi Tettamanzi, la città dove Calabresi prestava servizio e dove subì una pesante campagna stampa con l'accusa di avere responsabilità nella morte dell'anarchico Giuseppe Pinelli.
La fede cristiana del commissario, che trova origine sin dalla partecipazione giovanile al movimento Oasi di padre Virginio Rotondi, gli fu di conforto nel periodo in cui era sotto accusa per la morte di Pinelli, tanto che il commissario ebbe a dichiarare a Giampaolo Pansa: «Da due anni sto sotto questa tempesta e lei non può immaginare cosa ho passato e cosa sto passando. Se non fossi cristiano, se non credessi in Dio non so come potrei resistere...». Analoga testimonianza di fede diede Luigi Calabresi all'amico Enzo Tortora, come il presentatore ricorda in uno scritto il giorno successivo alla morte del commissario.

## Commemorazioni

Francobollo commemorativo emesso dalle Poste italiane

- In diverse città italiane sono state dedicate vie e piazze a Luigi Calabresi (San Donato Milanese, Venaria Reale, Savona).
- A Milano, in piazza Sant'Ambrogio, i suoi colleghi posero un'epigrafe in memoria.
- Il 14 maggio 2004 l'allora presidente della Repubblica Carlo Azeglio Ciampi lo decorò con la Medaglia d'oro al Merito Civile alla memoria, come vittima del terrorismo,[28][29] consegnando la medaglia alla vedova, Gemma Capra.
- Il 26 gennaio 2005 le Poste italiane emisero un francobollo commemorativo.
- Il 17 maggio 2007, alla presenza del presidente della Repubblica Giorgio Napolitano, venne posta una targa commemorativa nell'aiuola di fronte al punto in cui fu ucciso, in via Francesco Cherubini a Milano[30].
- Nel film Romanzo di una strage (2012) di Marco Tullio Giordana, il ruolo di Luigi Calabresi è interpretato da Valerio Mastandrea[31].
- La sua storia è stata raccontata nella miniserie TV Gli anni spezzati - Il commissario, del 2014, nel quale il ruolo di Calabresi viene interpretato da Emilio Solfrizzi.
- La sezione dell'AVIS (donatori sangue) di Riolo Terme ha consegnato il premio nazionale "un và a zezz 2009" alla moglie Gemma Capra e al figlio Mario.
- Con delibere della Giunta municipale nr. 435 del 2009, la città di Padova gli ha dedicato una via.
- Il 2 novembre 2024, il nome di Luigi Calabresi è stato iscritto nel famedio del cimitero monumentale di Milano[32].